# Jonisator

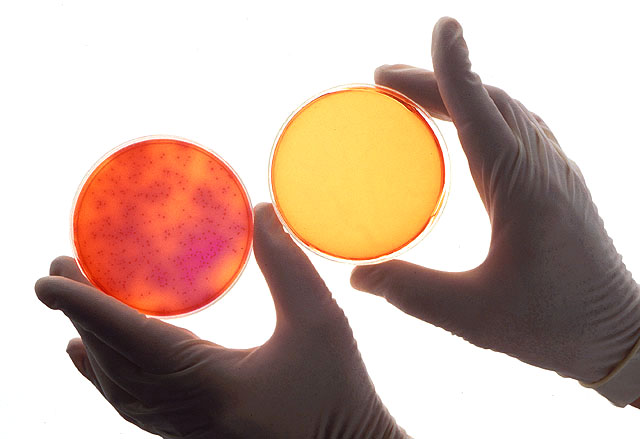
Denna bild visar steriliseringseffekterna av negativ jonisering av luften i en kammare som har Salmonellabakterier utspridda i en aerosol. Vänstra provet är obehandlat, medan högra provet är behandlat. Bilden är tagen i ett labb som drivs av USA:s jordbruksdepartement.

En jonisator (eller luftjoniserare) är en anordning som använder högspänning för att jonisera (elektriskt laddade) luftmolekyler. Negativa joner, eller anjoner, är partiklar med en eller flera extra elektroner, som ger en negativ nettoladdning till partikeln. Katjoner är positiva joner där det saknas en eller flera elektroner, vilket resulterar i en positiv nettoladdning. De flesta kommersiella luftrenare är utformade för att generera negativa joner. En annan typ av luftjoniserare är ESD-joniserare (balanserad jongenerator) som används för att neutralisera statisk elektricitet.
Jonisatorer har använts för att eliminera förekomsten av Acinetobacter-infektioner samt minska statisk elektricitet som byggs upp inom elektronik.

## Joniserande luftrenare

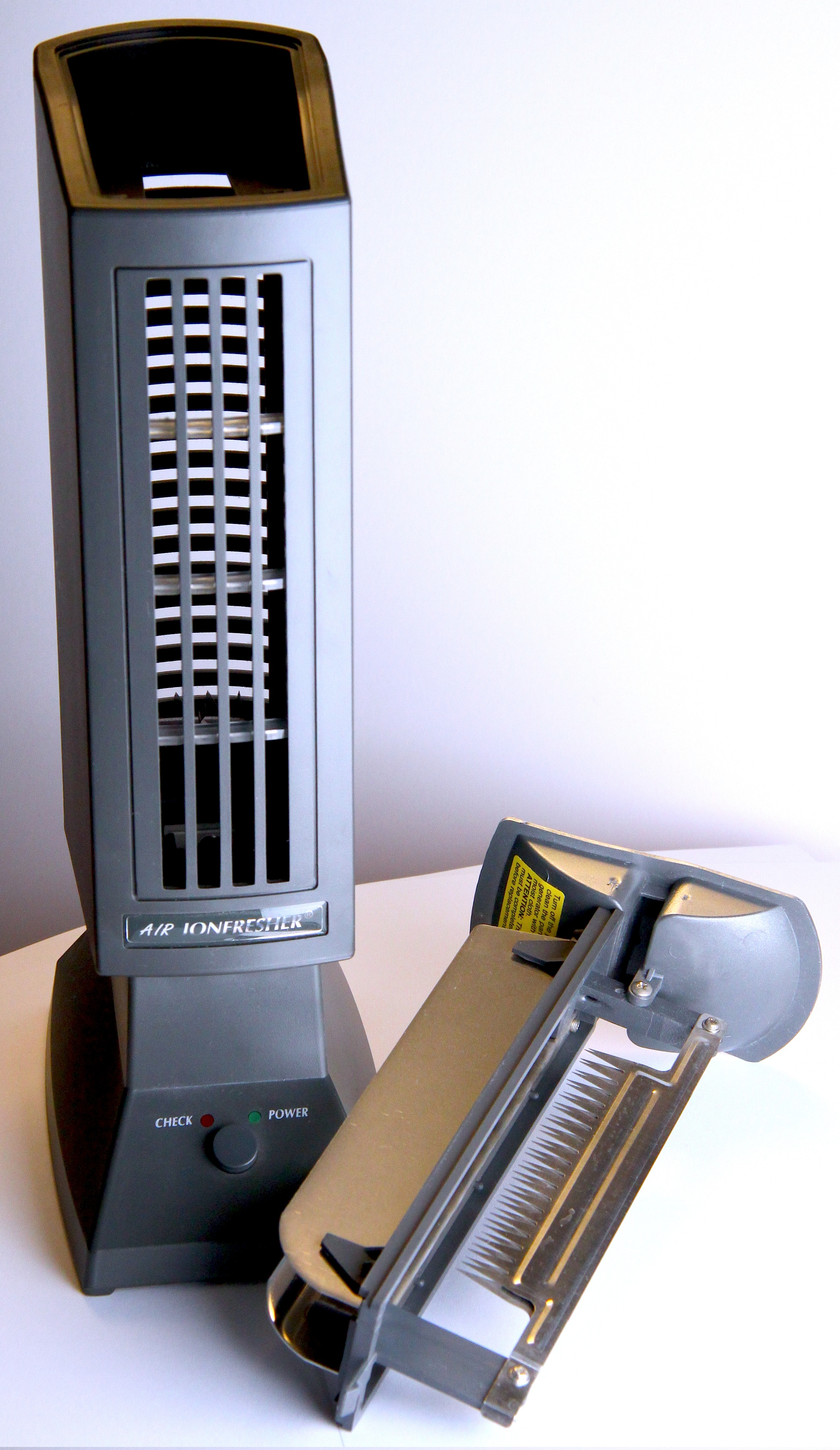
Joniserande luftrenare där stoftavskiljningsplattorna har avlägsnats.

Jonisatorer används i luftrenare. Luftburna partiklar attraheras till elektroden i en effekt som liknar statisk elektricitet. Dessa joner avjoniseras genom att dras till jordade ledare, såsom väggar och tak. För att öka effektiviteten av denna process, är vissa kommersiella produkter försedda med sådana jordade ytor.
Förekomsten av vårdrelaterade infektioner i brittiska sjukhus gjorde att National Health Service lät undersöka effektiviteten av anjoner för luftrening, och fann att upprepade luftburna Acinetobacter-infektioner eliminerades genom installation av en negativ luftjonisator - infektionsgraden sjönk till noll.
Epidemin SARS drev på önskemålen om personliga joniserare i Fjärran Östern, däribland Japan (där många produkter byggts med jonisatorer, däribland tandborstar, kylskåp, luftkonditioneringar, luftrenare och tvättmaskiner). Det finns inga specifika standarder för dessa anordningar.

## Joner och ozon
Jonisatorer ska inte förväxlas med ozongeneratorer, även om båda anordningarna fungerar på ett liknande sätt. Joniserare använder elektrostatiskt laddade plattor för att producera positivt eller negativt laddade gasjoner (till exempel N2- eller O2-) som partiklar fastnar i på ett sätt som liknar statisk elektricitet. Ozongeneratorer är optimerade för att dra till extra syrejoner till en O2 molekyl, med antingen ett koronaurladdningsrör eller ultraviolett strålning.
Även joniserare producerar dock en mindre mängd ozon.

## Toxicitet
Vid höga koncentrationer kan ozon vara giftigt för luftburna bakterier. Men de erforderliga koncentrationerna kan även vara giftiga för människor och djur. Food and Drug Administration i USA rekommenderar mot ozon i medicinska sammanhang.

## Negativa hälsoeffekter
Ett antal studier har riktat in sig på jonisatorer som skapar negativa joner. Vissa studier 2006 visar på att det skapade ozonet kan överstiga riktlinjer i små, icke ventilerade områden. En studie visade att ozon kan reagera med andra beståndsdelar och öka föroreningar såsom formaldehyd.